# Leopold Ferdinand Theodor Eduard Hartmann
Leopold Ferdinand Theodor Eduard Hartmann (* 16. Februar 1820 in Worbis (Bezirk Erfurt); † 16. August 1896 in Kassel) war ein preußischer Generalmajor.

## Herkunft
Seine Eltern waren der Geheime Justizrat Karl Ludwig Hartmann († 1871) und dessen Ehefrau Luise Josepha, geborene Hofmann († 1857).

## Leben
Er erhielt seine Schulbildung auf dem Gymnasium in Mühlhausen (Thüringen). Nach seinem Abschluss ging er am 16. September 1839 als Dreijährig-Freiwilliger in das 25. Infanterie-Regiment. Dort wurde er am 27. Januar 1840 zum Portepeefähnrich und am 14. Januar 1843 zum Seconde-Lieutenant befördert. Als solcher war er vom 1. April 1846 bis zum 31. März 1847 in das 8. kombinierte Reserve-Bataillon abkommandiert. Er nahm 1849 am Feldzug in Baden teil und kämpfte bei Homburg, Rinnthal und Kuppenheim. Am 20. September 1849 erhielt er für Rinnthal eine Belobigung.
Vom 26. April bis zum 26. Juni 1851 kam er in das 25. Landwehr-Regiment, dort wurde er Kompanieführer im III. Bataillon in Malmedy. Am 1. Oktober 1852 wurde er Adjutant und Untersuchungsführender Offizier des Bataillons. Am 15. Mai 1856 zum Premier-Lieutenant befördert, war er vom 14. Juli 1856 bis zum 30. Juni 1860 Kompanieführer bei I. Bataillon in Aachen, in dieser Zeit wurde er am 31. Mai 1859 zum Hauptmann befördert. Er kam am 1. Juli 1860 in das 65. Infanterie-Regiment und dort am 17. Oktober 1860 zum Kompaniechef ernannt. Während des Deutschen Krieges von 1866 kämpft er bei  Münchengrätz und Königgrätz.
Nach dem Krieg wurde er am 22. März 1868 als Major in das 29. Infanterie-Regiment zunächst aggregiert und am 10. August 1868 dort einrangiert. Am 6. Juli 1868 kam er als Kommandeur in das II. Bataillon.
Während des Deutsch-Französischen Krieges wurde er vom 18. August 1870 bis zum 21. Oktober 1870 sowie vom 10. Januar 1871 bis 22. Februar 1871 als Führer des 29. Infanterie-Regiments eingesetzt, als der Kommandeur Oberst von Blumröder in der Schlacht bei Gravelotte schwer verwundet worden. Er kämpfte bei Amiens, an der Hallue und bei St. Quentin sowie den Gefechten bei Saarbrücken, Thionville und Buchy. Dafür erhielt er am 24. September 1870 das Eiserne Kreuz 2. Klasse und am 1. September 1871 auch das Eiserne Kreuz 1. Klasse (für St. Quentin).
Nach dem Krieg wurde er am 22. März 1873 zum Oberstleutnant befördert. Am 11. Februar 1875 wurde er mit dem Charakter als  Oberst zur Disposition gestellt und in das 30. (4. rheinisches) Landwehr-Regiment versetzt, wo er Bezirkskommandeur des II. Bataillons in Saarlouis. In dieser Eigenschaft wurde er am 14. September 1880 in das I. Bataillon des 25. Landwehr-Regiments nach Aachen versetzt. Dort erhielt er am 12. Dezember 1882 sein Patent als Oberst. Am 16. September 1883 wurde er von seiner Stellung als Bezirkskommandeur entbunden. Er erhielt eine Pension sowie die Genehmigung weiterhin die Uniform des 25. Infanterieregiments tragen zu dürfen. Am 19. Januar 1896 bekam er noch den Charakter als Generalmajor und starb am 16. August 1896 in Kassel.

## Familie
Er heiratete am 18. April 1857 in Naumburg an der Saale Bertha Helene von Kraewel (1837–1861), eine Tochter des Appelations-Gerichtsrates Rudolf von Kraewel. Nach ihrem Tod heiratete er 1871 Bertha Hartmann die Tochter des Ludwig Hartmann und der Marie Wilhelmine Auguste Sack.